# Phil Sieben
Phil Sieben (* 20. Juni 1999 in Geesthacht) ist ein deutscher Fußballspieler.

## Karriere
Sieben spielte in der Jugend für den VfL Lüneburg, den SC Paderborn 07 und den FC Schalke 04. Von 2017 bis 2018 spielte er in der A-Jugend nochmals für den SC Paderborn 07. Im Zeitraum von Januar 2017 bis September 2017 fehlte er aufgrund von Problemen mit den Patellasehnen. Zum Ende der Spielzeit 2017/18 absolvierte er in der Oberliga Westfalen seine ersten Spiele für die Zweitvertretung der Paderborner.
In der Folge war er bis Sommer 2020 Bestandteil des Kaders und lief in insgesamt 45 Partien in der Oberliga Westfalen auf und erzielte dabei 7 Treffer für die 2. Mannschaft des SC Paderborn 07.
Im Juli 2020 schloss er sich der Zweitvertretung von Fortuna Düsseldorf in der Regionalliga West an. Nur eine Spielzeit später, 2021/22 wurde er Teil der 1. Mannschaft. Seine ersten Minuten für die 1. Mannschaft absolvierte er am 8. August 2021 in der 1. Runde des DFB-Pokals 2021/22. Bei diesem 5:0-Erfolg über den VfL Oldenburg, kam er in der 63. Minute für Shinta Appelkamp ins Spiel. Am 23. Oktober 2021 debütierte er auch in der 2. Fußball-Bundesliga. An diesem 11. Spieltag gewann die Fortuna mit 3:1 über den Karlsruher SC und Sieben kam in der Schlussminute für Marcel Sobottka aufs Feld. Im November 2021 erlitt er einen Muskelfaserriss.
Im Februar 2022 kehrte Sieben von seiner Verletzung zurück. Zur Spielzeit 2022/2023 schloss Sieben sich Roda JC Kerkrade in der Eerste Divisie an. Dort blieb er bis August 2023. Ende Januar 2024 wechselte er in die Regionalliga West zu Rot-Weiß Oberhausen. Nach Ablauf der Saison zog er weiter zur Eintracht Norderstedt in die Regionalliga Nord. In der Winterpause der Saison 2024/25 wechselte er erneut zu Rot-Weiß Oberhausen.